# Stefania Trimboli
Stefania Trimboli (Trieste, 30 ottobre 1996) è una cestista italiana.

## Carriera

### Nazionale
Nel 2015 ha disputato, con l'Italia under 20, l'Europeo di categoria, terminato al quinto posto finale.
Ha inoltre disputato, nel 2014, l'europeo di categoria con la Nazionale Under-18, terminato al settimo posto finale.

## Statistiche

### Cronologia presenze e punti in nazionale
| Cronologia completa delle presenze e dei punti in Nazionale - Italia | Cronologia completa delle presenze e dei punti in Nazionale - Italia | Cronologia completa delle presenze e dei punti in Nazionale - Italia | Cronologia completa delle presenze e dei punti in Nazionale - Italia | Cronologia completa delle presenze e dei punti in Nazionale - Italia | Cronologia completa delle presenze e dei punti in Nazionale - Italia | Cronologia completa delle presenze e dei punti in Nazionale - Italia | Cronologia completa delle presenze e dei punti in Nazionale - Italia |
| Data                                                                 | Città                                                                | In casa                                                              | Risultato                                                            | Ospiti                                                               | Competizione                                                         | Punti                                                                | Note                                                                 |
| -------------------------------------------------------------------- | -------------------------------------------------------------------- | -------------------------------------------------------------------- | -------------------------------------------------------------------- | -------------------------------------------------------------------- | -------------------------------------------------------------------- | -------------------------------------------------------------------- | -------------------------------------------------------------------- |
| 6-2-2025                                                             | Faenza                                                               | Italia                                                               | 79 - 60                                                              | Germania                                                             | Qual. Euro 2025 - Girone I                                           | 0                                                                    | [ 4 ]                                                                |
| 23-5-2025                                                            | Mons                                                                 | Belgio                                                               | 83 - 70                                                              | Italia                                                               | Amichevole                                                           | 8                                                                    | [ 5 ]                                                                |
| 25-5-2025                                                            | Kortrijk                                                             | Belgio                                                               | 64 - 61                                                              | Italia                                                               | Amichevole                                                           | 8                                                                    | [ 6 ]                                                                |
| 31-5-2025                                                            | Inca                                                                 | Grecia                                                               | 52 - 65                                                              | Italia                                                               | Torneo amichevole                                                    | 10                                                                   | [ 7 ]                                                                |
| 1-6-2025                                                             | Inca                                                                 | Spagna                                                               | 57 - 42                                                              | Italia                                                               | Torneo amichevole                                                    | 3                                                                    | [ 8 ]                                                                |
| 10-6-2025                                                            | Brno                                                                 | Rep. Ceca                                                            | 48 - 74                                                              | Italia                                                               | Amichevole                                                           | 2                                                                    | [ 9 ]                                                                |
| 11-6-2025                                                            | Brno                                                                 | Rep. Ceca                                                            | 67 - 68                                                              | Italia                                                               | Amichevole                                                           | 0                                                                    | [ 10 ]                                                               |
| 13-6-2025                                                            | Castenaso                                                            | Italia                                                               | 79 - 41                                                              | Montenegro                                                           | Amichevole                                                           | 4                                                                    | [ 11 ]                                                               |
| 18-6-2025                                                            | Bologna                                                              | Serbia                                                               | 61 - 70                                                              | Italia                                                               | EuroBasket 2025 - Girone B                                           | 10                                                                   | [ 12 ]                                                               |
| 19-6-2025                                                            | Bologna                                                              | Italia                                                               | 77 - 66                                                              | Slovenia                                                             | EuroBasket 2025 - Girone B                                           | 4                                                                    | [ 13 ]                                                               |
| 21-6-2025                                                            | Bologna                                                              | Italia                                                               | 65 - 51                                                              | Lettonia                                                             | EuroBasket 2025 - Girone B                                           | 2                                                                    | [ 14 ]                                                               |
| 24-6-2025                                                            | Atene                                                                | Italia                                                               | 76 - 74 dts                                                          | Turchia                                                              | EuroBasket 2025 - Quarti di finale                                   | 0                                                                    | [ 15 ]                                                               |
| 27-6-2025                                                            | Atene                                                                | Italia                                                               | 64 - 66                                                              | Belgio                                                               | EuroBasket 2025 - Semifinale                                         | 0                                                                    | [ 16 ]                                                               |
| 29-6-2025                                                            | Atene                                                                | Francia                                                              | 54 - 69                                                              | Italia                                                               | EuroBasket 2025 - Finale 3º posto                                    | 0                                                                    | 3º posto                                                             |
| Totale                                                               |                                                                      | Presenze                                                             | 14                                                                   |                                                                      | Punti                                                                | 51                                                                   |                                                                      |

## Palmarès
- Coppa Italia: 1

Famila Schio: 2021